# Операция «Ити-Го»
Опера́ция «И́ти-Го» (яп. 一号作戦 Ити-го: Сакўсэн, букв. «Операция № 1») — стратегическая военная операция вооружённых сил Японии против китайских войск в ходе японо-китайской войны 1937—1945, проводившаяся в апреле-декабре 1944 года.
Несмотря на трудности на других фронтах, в апреле 1944 года японское командование решилось начать в Китае крупную наступательную операцию «Ити-Го», целью которой было установить железнодорожные сообщения Пекин — Ханькоу, Гуанчжоу — Ханькоу и Хунань — Гуанси, обеспечить сплошную коммуникационную линию из Северного Китая в Южный и захватить американские военно-воздушные базы в Центральном Китае.
Операция началась в апреле 1944 года и прошла успешно. В ходе неё гоминьдановские войска потеряли около 1 млн солдат, 10 крупных авиабаз, 46 аэродромов, до 2 млн км² с населением 60 млн человек. Было захвачено 45 городов и несколько американских аэродромов. Тем не менее в связи с вторжением в октябре 1944 союзников на Филиппины, поражением японцев в Бирме и резким усилением опасности для самой Японии высшее военное руководство страны вынуждено было привлечь крупные силы и средства для обороны метрополии — достигнутый японцами в Китае успех не был развит.

## Основной замысел операции
Общая ситуация в Тихоокеанской войне привела к тому, что Япония начала испытывать нехватку морских судов. В связи с этим было необходимо обеспечить сухопутные коммуникации для организации снабжения расположенной на континенте армии. Кроме того, организация Союзниками снабжения китайской армии через Гималаи привела к активизации действий американской авиации, а также вызвало у японского командования опасение, что американская дальнебомбардировочная авиация сможет использовать базы в Китае для нанесения ударов по Японии. Кроме того, в перспективе могло случиться так, что в случае изгнания японских войск из Верхней Бирмы Союзники смогут через провинцию Юньнань нанести удар в Южный Китай. Все эти соображения и создали замысел операции «Ити-го».
24 января Ставка отдала приказ главнокомандующему экспедиционными войсками в Китае и главнокомандующему Южной группой армий:
```
Ставка планирует уничтожение основных авиационных баз противника в Юго-Западном Китае.
Главнокомандующему экспедиционными войсками в Китае овладеть важными пунктами на железных дорогах Хунань-Гуйлинь, Кантон-Ханькоу и по южному участку железной дороги Пекин-Ханькоу.
Главнокомандующему Южной группой армий поддержать указанную операцию экспедиционной армии в Китае.
```

Операция планировалась в два этапа. В течение весны и лета 1944 года экспедиционные войска в Китае, перейдя в наступление сначала из Северного Китая, а затем из района Учан-Ханькоу и Южного Китая, должны были сначала овладеть важными пунктами на железной дороге Пекин — Ханькоу на её участке к югу от реки Хуанхэ, а затем важными пунктами на железных дорогах Хунань — Гуйлинь и Кантон — Ханькоу. В ходе проведения операций, если позволит обстановка, войска должны были принять меры к восстановлению этих железных дорог. На северный этап операции отводилось полтора месяца, после чего, оставив две дивизии для удержания захваченного района, войска должны были двинуться на юг и выполнить вторую часть операции, на что отводилось ещё пять месяцев. В последующем, если бы позволила обстановка, в январе — феврале 1945 года планировалось овладение районом Наньнина.

## Ход операции
Первый этап операции «Ити-го» намечалось провести в апреле—мае 1944 г. Для ее осуществления были выделены следующие силы: 12-я армия (37, 62, 110-я пехотные и 3-я танковая дивизии, 7-я смешанная, 9-я пехотная и 4-я кавалерийская бригады), 11-я армия (3, 13, 27, 34, 40, 58 и 116-я пехотные дивизии) и 5-я авиадивизия — всего 172 тысяч солдат и офицеров, 432 орудия, 148 легких и средних танков, 41 бронемашина и 230 самолетов (из них 70 самолетов — легкие бомбардировщики).
Китайские войска в 1-й и 5-й военных зонах имели к началу японского наступления 19 армий (57 дивизий) — всего 456 тысяч солдат и офицеров, 912 орудий, 32 легкие бронемашины и 70 самолетов. 
Для проведения северной части операции необходимо было восстановить разрушенный в своё время китайской артиллерией железнодорожный мост через Хуанхэ возле Баванчэна; восстановление было завершено к 25 марта. Время начала операции было выбрано с учётом наступления периода половодья на реке Янцзы, что увеличивало возможности водных перевозок.

### Пекин-Ханькоуская операция (Операция «Ко-го»)
14 апреля 1944 года 62-я и 110-я дивизии 12-й армии прорвали оборону 38-й и 47-й гоминьдановских армий, переправились через Хуанхэ в районе Мысянь, а 37-я пехотная и 3-я танковая дивизии совершили рейд вдоль северного берега Хуанхэ, отрезав 38-ю и 96-ю армии гоминьдановских войск от берега. В то же время часть сил 11-й армии в составе 3, 13 и 116-й пехотных дивизий начала при поддержке авиации наступление из района станции Синьян на Пекин-Ханькоуской железной дороге на север. Преодолевая неглубокую оборону китайских войск 5-й военной зоны и обходя крупные населенные пункты, эта группа войск встретилась 9 мая в районе Цюэшань с передовыми отрядами 3-й танковой дивизии и, таким образом, выполнила досрочно план первого этапа операции.
9 мая штаб Северо-Китайского фронта принял решение уничтожить силы противника в районе Лояна. Главным силам 12-й армии было приказано совершить бросок в направлениях Лоян, Синьань, оттеснить противника к северо-западу и уничтожить его. В 13 часов 23 мая 12-я армия начала наступление. 24 мая китайскому гарнизону Лояна было предложено капитулировать, но ответа не последовало. В 13 часов японцы начали наступление, и 25 мая Лоян был взят.

### Хунань-Гуйлиньская операция (операция «То-го»)
К 25 мая японское командование завершило перегруппировку войск для выполнения задач второго этапа наступления. В наступлении должны были участвовать две армии: 11-я (10 пехотных и одна танковая дивизия) и 23-я (2 дивизии и одна бригада) — всего 252 тысяч солдат и офицеров, 504 орудия, 152 танка и 280 самолетов. 12-я армия получила задачу «закрепить полосу по Пекин-Ханькоуской железной дороге шириной по 10 км в обе стороны от железнодорожного пути, восстановить и охранять мосты на дороге и переправы через реку Янцзы».
Китайские войска 3, 4, 6, 7 и 9-й военных зон имели в своем составе 16 армий (139 дивизий и 19 отдельных пехотных и кавалерийских бригад) — всего 1120 тысяч солдат и офицеров, 2324 орудия и 200 самолетов, а вместе с самолетами американского 14-го авиасоединения — более 450 самолетов.
26 мая группировка японских войск, сосредоточенная в районе южнее Ханькоу, перешла в наступление. В ночь на 27 мая японский отдельный 218-й полк был переброшен на судах через озеро Дунтинху с задачей перерезать противнику пути отхода и взаимодействовать с войсками во время их переправы через реку Милоцзян. Специально командированный из состава военно-морского флота отряд по эксплуатации речных путей 28 мая очистил от противника реку Сянцзян и оборудовал её фарватер для движения судов.
Китайские войска заблаговременно начали отход на восток и в горный район на южном берегу реки Милоцзян. Японские войска продвигались беспрепятственно, лишь в районе моста Гуаньван им оказала организованное противодействие китайская 20-я армия, которая не дала переправиться через реку. 6 июня японские войска вышли на рубеж реки Лаодаохэ и начали готовиться к последующему наступлению на Чанша.
34-я дивизия с 3 июня вела наступление на горы Дамаошань к северу от Чанша, где оборонялось около двух китайских дивизий, но успеха не имела. Получив приказ на быстрое взятие Чанша, 34-я дивизия двинулась на юг. Часть сил 40-й дивизии получила приказ заняв ряд важных пунктов на левом берегу реки Сян не допустить отхода противника на запад из района гор Дамаошань. В целях ускорения переброски водным путём артиллерии и других грузов, части сил 58-й дивизии из второго эшелона было приказано наступать на Синьань и овладеть им 8 июня. Войска второго эшелона должны были ввести в эксплуатацию две дороги в тылу войск первого эшелона, однако из-за многодневных дождей дороги размыло, работы остановились, и японские войска первого эшелона до конца первой декады июня не получали никаких подкреплений из тыла.
Во второй декаде июня японское наступление возобновилось. 11 июня 40-я японская дивизия взяла Иян, а 16 июня — Нинсян. 18 июня 58-я дивизия взяла город Чанша. 13-я дивизия вела вместе с 3-й дивизией бои на левом фланге, а когда китайская 26-я армия 14 июня взяла Пинсян — 13-я дивизия главными силами повернула на восток и в ходе маневренных боёв разбила превосходящие силы противника. 23 июня 13-я дивизия перерезала железную дорогу Гуанчжоу-Ханькоу, а 3-я дивизия сосредоточилась в районе Лилина.

#### Оборона Хэнъяна
После захвата Чанша часть сил японской 11-й армии двинулась на Хэнъян, а основные силы начали готовиться к последующим операциям. 22 июня 40-я дивизия заняла Сянсян, 27 июня основные силы 116-й дивизии достигли северо-западных окраин Хэнъяна, а 68-я дивизия продвигалась к юго-западным окраинам Хэнъяна. 28 июня 116-я и 68-я дивизии начали атаки Хэнъяна, 29 июня в бой вступили подошедшие силы 58-й дивизии и 218-й пехотный полк, однако успеха достигнуто не было.
30 июня командир 116-й дивизии генерал-лейтенант Иванага, объединив под своим командованием и 68-ю дивизию (её командир был убит накануне), вновь начал атаки, но сопротивление было упорным, и 2 июля японцы были вынуждены прекратить атаки.
В начале июля крупные китайские войска, подошедшие с юго-запада, начали постепенно окружать японские войска, сконцентрированные для захвата Хэнъяна. Из-за этого штаб 11-й армии был вынужден направить туда несколько дивизий с севера.
11 июля японские войска вновь начали атаки на Хэнъян, направляя главный удар на юго-западную часть города. Им удалось овладеть отдельными китайскими позициями, и 15 июля начался генеральный штурм города. После частичного успех японское продвижение было вновь остановлено упорной обороной китайских войск. Японское командование 17-18 июля подключило к действиям против Хэнъяна ещё две дивизии, а нескольким другим дало задачу противодействия китайским войскам, старающимся деблокировать Хэнъян.
30 июля началось новое японское наступление на Хэнъян, но до 7 августа оно не имело успеха, и когда японцы уже полагали, что нужно опять отложить штурм, на участке 68-й дивизии сдалось в плен небольшое китайское подразделение. Усмотрев в этом признак того, что противник дрогнул, японское командование отдало приказ на продолжение наступления, и к ночи японские войска, овладев первой линией обороны, ворвались на улицы города. На рассвете 8 августа китайский командующий сдался в плен. Хэнъян пал после более чем сорокадневной осады.

### Гуйлинь-Лючжоуская операция
6 августа 1944 года по приказу генерала Я. Окамуры японские 11-я и 23-я армии после боев в Хунани и Гуандуне начали наступление на Гуйлинь и Лючжоу. Главные силы 23-й армии развернули наступление в западном и северо-западном направлениях, без особых потерь заняли Гаояо, а затем разгромили аэродромы американской авиации в Дэцине и Учжоу и захватили вольфрамовые рудники в Лодине. 8 сентября обе группировки оказались на одинаковом расстоянии от Гуйлиня: северная группировка заняла Синьань, а южная — подошла к важному узлу дорог, городу Лючжоу.
14 сентября китайская армия генерала Чэнь Муньуна отошла из Цюаньчжоу, всего лишь на три дня задержав противника в межгорных проходах. Это разрушило китайскую оборону перед Гуйлинем. Узнав об эвакуации Гуйлиня и Лючжоу, японские войска ускоренным маршем двинулись вперёд и после 10 дней интенсивных боев 10 ноября захватили город и на следующий день вошли в Лючжоу. Затем передовые отряды 11-й армии продолжали наступать в провинции Гуйчжоу и 20 декабря заняли Душань. Части 23-й армии к этому времени продолжали наступать в пойме реки Сицзян, приближаясь к южным границам провинции Гуйчжоу, а частью сил — к границам Индокитая. Вскоре передовые отряды северной и южной группировок соединились. Путь в Индокитай был открыт.

## Результаты
В конце 1944 года японские войска, наступавшие в южной части Китая, соединились с группой войск, действовавшей в Индокитае. Цель операции была достигнута, сквозная коммуникация от Пекина до границы с Индокитаем оказалась в руках японского командования, что позволяло ему осуществлять маневр силами, действовавшими в Китае и Юго-Восточной Азии, а также вывозить оттуда стратегическое сырье и продовольствие в Японию. Ему удалось решить и свою вторую важную задачу — был захвачен ряд американских воздушных баз в Китае